# Bahamas nos Jogos Olímpicos de Verão de 2024
Bahamas participaram dos Jogos Olímpicos de Verão de 2024, realizados em Paris, na França. Foi a 18.ª aparição do país nos Jogos Olímpicos de Verão desde a estreia em Helsinque 1952.
Foi representado por 18 atletas que competiram no atletismo e natação, mas nenhum conquistou medalhas.

## Competidores
Esta foi a participação por modalidade nesta edição:
| Esporte   | Masculino | Feminino | Total |
| --------- | --------- | -------- | ----- |
| Atletismo | 9         | 7        | 16    |
| Natação   | 1         | 1        | 2     |
| Total     | 10        | 8        | 18    |

## Desempenho

### Atletismo
- Q = Qualificado para a próxima fase
- q = Qualificado para a próxima fase como o perdedor mais rápido ou, em eventos de campo, pela posição sem atingir o alvo para qualificação
- N/A = Fase não aplicável para o evento
- Bye = Atleta não precisou disputar aquela fase

Masculino
Eventos de pista
| Atleta          | Evento              | Baterias | Baterias | Repescagem  | Repescagem  | Semifinal   | Semifinal   | Final       | Final       | Ref.        |
| Atleta          | Evento              | Tempo    | Pos.     | Tempo       | Pos.        | Tempo       | Pos.        | Tempo       | Pos.        | Ref.        |
| --------------- | ------------------- | -------- | -------- | ----------- | ----------- | ----------- | ----------- | ----------- | ----------- | ----------- |
| Terrence Jones  | 100 m               | 10.31    | 6        | N/A         | N/A         | Não avançou | Não avançou | Não avançou | Não avançou | [ 5 ]       |
| Wanya McCoy     | 100 m               | 10.24    | 5        | N/A         | N/A         | Não avançou | Não avançou | Não avançou | Não avançou | [ 6 ]       |
| Wanya McCoy     | 200 m               | 20.35    | 2 Q      | Bye         | Bye         | 20.61       | 5           | Não avançou | Não avançou | [ 7 ] [ 8 ] |
| Ian Kerr        | 200 m               | 20.53    | 5        | 20.60       | 3           | Não avançou | Não avançou | Não avançou | Não avançou | [ 9 ]       |
| Steven Gardiner | 400 m               | DNS      | DNS      | Não avançou | Não avançou | Não avançou | Não avançou | Não avançou | Não avançou | [ 10 ]      |
| Antoine Andrews | 110 m com barreiras | 13.43    | 2 Q      | Bye         | Bye         | 13.43       | 8           | Não avançou | Não avançou | [ 11 ]      |

Eventos de campo
| Atleta        | Evento          | Qualificação | Qualificação | Final       | Final       | Ref.   |
| Atleta        | Evento          | Tempo        | Pos.         | Tempo       | Pos.        | Ref.   |
| ------------- | --------------- | ------------ | ------------ | ----------- | ----------- | ------ |
| Donald Thomas | Salto em altura | NM           | NM           | Não avançou | Não avançou | [ 12 ] |

Eventos combinados – Decatlo
| Atleta       | Evento  | 100 m | SD   | AP    | SA   | 400 m | 110B  | LDi   | SV   | LDa   | 1500 m  | Final | Pos. | Ref.   |
| ------------ | ------- | ----- | ---- | ----- | ---- | ----- | ----- | ----- | ---- | ----- | ------- | ----- | ---- | ------ |
| Ken Mullings | Result. | 10.60 | 7.36 | 14.19 | 2.02 | 49.43 | 13.70 | 46.07 | 4.80 | 59.83 | 4:55.84 | 8226  | 13   | [ 13 ] |
| Ken Mullings | Pontos  | 952   | 900  | 740   | 822  | 841   | 1014  | 789   | 849  | 735   | 584     | 8226  | 13   | [ 13 ] |

Feminino
Eventos de pista
| Atleta              | Evento              | Baterias | Baterias | Repescagem | Repescagem | Semifinal   | Semifinal   | Final       | Final       | Ref.   |
| Atleta              | Evento              | Tempo    | Pos.     | Tempo      | Pos.       | Tempo       | Pos.        | Tempo       | Pos.        | Ref.   |
| ------------------- | ------------------- | -------- | -------- | ---------- | ---------- | ----------- | ----------- | ----------- | ----------- | ------ |
| Devynne Charlton    | 100 m com barreiras | 12.71    | 2 Q      | Bye        | Bye        | 12.50       | 2 Q         | 12.56       | 6           | [ 14 ] |
| Denisha Cartwright  | 100 m com barreiras | 12.89    | 4        | 13.45      | 7          | Não avançou | Não avançou | Não avançou | Não avançou | [ 15 ] |
| Charisma Taylor     | 100 m com barreiras | 12.78    | 4 q      | Bye        | Bye        | 12.63       | 3           | Não avançou | Não avançou | [ 16 ] |
| Shaunae Miller-Uibo | 400 m               | 2:29.29  | 7        | 53.50      | 7          | Não avançou | Não avançou | Não avançou | Não avançou | [ 17 ] |

Eventos de campo
| Atleta          | Evento              | Qualificação | Qualificação | Final       | Final       | Ref.   |
| Atleta          | Evento              | Tempo        | Pos.         | Tempo       | Pos.        | Ref.   |
| --------------- | ------------------- | ------------ | ------------ | ----------- | ----------- | ------ |
| Charisma Taylor | Salto triplo        | 14.01        | 15           | Não avançou | Não avançou | [ 16 ] |
| Rhema Otabor    | Lançamento de dardo | 57.67        | 27           | Não avançou | Não avançou | [ 18 ] |

Misto
Eventos de pista
| Atleta                                                     | Evento  | Baterias | Baterias | Repescagem | Repescagem | Semifinal | Semifinal | Final       | Final       | Ref.   |
| Atleta                                                     | Evento  | Tempo    | Pos.     | Tempo      | Pos.       | Tempo     | Pos.      | Tempo       | Pos.        | Ref.   |
| ---------------------------------------------------------- | ------- | -------- | -------- | ---------- | ---------- | --------- | --------- | ----------- | ----------- | ------ |
| Wendell Miller Javonya Valcourt Alonzo Russell Quincy Penn | 4×400 m | 3:14.58  | 8        | N/A        | N/A        | N/A       | N/A       | Não avançou | Não avançou | [ 19 ] |

### Natação
Masculino
| Atleta       | Evento      | Eliminatórias | Eliminatórias | Semifinal   | Semifinal   | Final       | Final       | Ref.   |
| Atleta       | Evento      | Tempo         | Pos.          | Tempo       | Pos.        | Tempo       | Pos.        | Ref.   |
| ------------ | ----------- | ------------- | ------------- | ----------- | ----------- | ----------- | ----------- | ------ |
| Lamar Taylor | 100 m livre | 48.84         | 26            | Não avançou | Não avançou | Não avançou | Não avançou | [ 20 ] |

Feminino
| Atleta          | Evento     | Eliminatórias | Eliminatórias | Semifinal   | Semifinal   | Final       | Final       | Ref.   |
| Atleta          | Evento     | Tempo         | Pos.          | Tempo       | Pos.        | Tempo       | Pos.        | Ref.   |
| --------------- | ---------- | ------------- | ------------- | ----------- | ----------- | ----------- | ----------- | ------ |
| Rhanishka Gibbs | 50 m livre | 26.27         | 31            | Não avançou | Não avançou | Não avançou | Não avançou | [ 21 ] |